# Комондор
Комондор (на унгарски: Komondor) или унгарска овчарка е порода кучета, произхождаща от Унгария. Големият ѝ размер, визуално увеличаващ се от дългата козина, я прави да изглежда страховито. Въпреки това, комондорите са умни и уравновесени животни, а всяващият страх вид им помага да бъдат добри пазачи на стадата. Те се приспособяват идеално към градска среда, обичат децата и стопаните си. Породата била селектирана от маджарите през 9 век. Те я използвали, за да охранява стадата овце от вълци. Унгарската овчарка е смело и безстрашно куче, което лесно се обучава и дресира.
Комондорът е едно от най-големите кучета в света. Височината при холката е повече от 70 см (малко по-малко от тази на ирландския вълкодав, най-високото куче в света), а теглото е между 50 и 60 кг, а дългата бяла козина го прави още по-масивен и внушителен.